# Foc i lloc
Le foc i lloc est un impôt andorran traditionnel à caractère local puisqu'il est levé par la paroisse.
Il s'applique à toutes les personnes physiques âgées de 18 à 65 ans dont la résidence principale est située en Andorre dans la paroisse concernée,.
Le montant de cet impôt varie selon la paroisse. Ainsi, en 2016, il oscillait entre 22,75 euros à Encamp et 42,10 euros à Sant Julià de Lòria.